# Cantone di Vinça
Il Cantone di Vinça era una divisione amministrativa dell'arrondissement di Prades.
È stato soppresso a seguito della riforma complessiva dei cantoni del 2014, che è entrata in vigore con le elezioni dipartimentali del 2015.
Comprendeva i comuni di:
- Baillestavy
- Boule-d'Amont
- Bouleternère
- Casefabre
- Espira-de-Conflent
- Estoher
- Finestret
- Glorianes
- Ille-sur-Têt
- Joch
- Marquixanes
- Montalba-le-Château
- Prunet-et-Belpuig
- Rigarda
- Rodès
- Saint-Michel-de-Llotes
- Valmanya
- Vinça